# Domenico Maria Viani
Domenico Maria Viani (1668-1711) était un peintre italien de la période baroque.

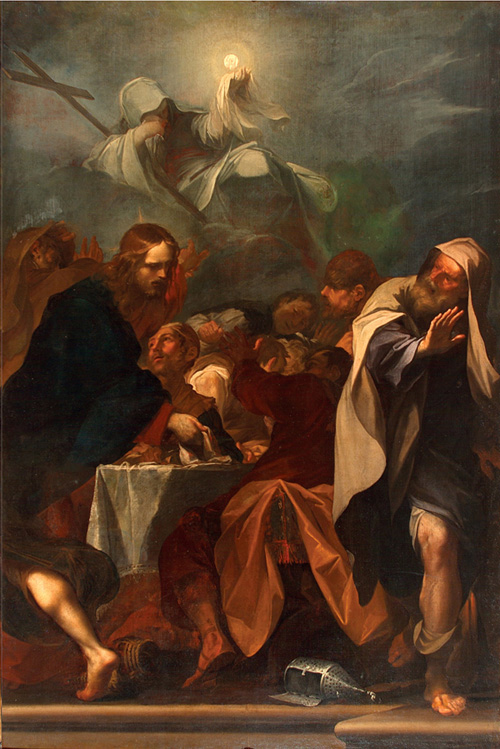
Le Christ rejetant ceux qui contestent l'Eucharistie.

## Biographie
Il est né à Bologne et est  le fils de Giovanni Maria Viani. Il est mort à Pistoia.

## Œuvres
- Miracle de Saint Antoine de Padoue, église de Santo Spirito, Bergame
- Divers portraits de prophètes et d'évangélistes dans l'église de la Nativité à Bologne.
- Le Christ rejetant ceux qui contestent l'Eucharistie, 1700-1705, huile sur toile, 289 × 189 cm, musée national des Beaux-Arts, Rio de Janeiro.
- Le Retour du fils prodigue, cuivre, 46 x 59 cm, Musée du Louvre[1],[2]
- La Parabole du bon grain et de l'ivraie, cuivre, 46 x 59 cm, musée du Louvre[3],[2].